# Richtlinie 2006/24/EG über die Vorratsspeicherung von Daten
Die Richtlinie über die Vorratsdatenspeicherung war eine Richtlinie der Europäischen Union, durch die die unterschiedlichen nationalen Vorschriften der EU-Mitgliedstaaten zur Speicherung von Telekommunikationsdaten auf Vorrat vereinheitlicht werden sollten. Durch die Harmonisierung sollte sichergestellt werden, dass die Daten für einen bestimmten Zeitraum zum Zweck der Ermittlung und Verfolgung von schweren Straftaten aufbewahrt werden.
Die Richtlinie war politisch und rechtlich umstritten. Während ihre Befürworter die Vorratsdatenspeicherung als unverzichtbares Instrument zur Terrorismusbekämpfung und Strafverfolgung bezeichneten, verwiesen ihre Kritiker auf ihre geringe Wirksamkeit und die schweren Eingriffe in die Informationelle Selbstbestimmung und die Privatsphäre der Bürger, die sie als weiteren Schritt hin zum Überwachungsstaat ansahen.
Am 8. April 2014 wurde sie durch den Europäischen Gerichtshof für ungültig erklärt. Die Ungültigerklärung wurde zum Zeitpunkt des Inkrafttretens der Richtlinie wirksam.
Durch den Fall der Vorratsdaten-Richtlinie ist die Datenschutzrichtlinie für Kommunikation (RL 2002/58/EG) für die Frage bedeutsam geworden, unter welchen Umständen eine Vorratsdatenspeicherung zukünftig zulässig sein kann.

## Inhalt
Die Richtlinie verpflichtete die Mitgliedstaaten der Europäischen Union, nationale Gesetze zu erlassen, nach denen bestimmte Daten, die bei der Bereitstellung und Nutzung öffentlicher elektronischer Kommunikationsdienste anfallen, von den Diensteanbietern mindestens sechs Monate auf Vorrat gespeichert werden mussten und höchstens zwei Jahre gespeichert werden durften.
Gespeichert werden sollten insbesondere Verkehrs- und Standortdaten. Inhaltsdaten – also die Inhalte von E-Mails und Telefonaten – sollten nicht gespeichert werden.

## Zu speichernde Daten
Folgende Datenkategorien mussten auf Vorrat gespeichert werden:
1. zur Rückverfolgung und Identifizierung der Quelle einer Nachricht benötigte Daten:
  1. betreffend Telefonfestnetz und Mobilfunk:
    1. die Rufnummer des anrufenden Anschlusses,
    2. der Name und die Anschrift des Teilnehmers bzw. registrierten Benutzers

  2. betreffend Internetzugang, Internet-E-Mail und Internet-Telefonie:
    1. die zugewiesene Benutzerkennung,
    2. die Benutzerkennung und die Rufnummer, die jeder Nachricht im öffentlichen Telefonnetz zugewiesen wurden,
    3. der Name und die Anschrift des Teilnehmers bzw. registrierten Benutzers, dem eine IP-Adresse, Benutzerkennung oder Rufnummer zum Zeitpunkt der Nachricht zugewiesen war;
2. zur Identifizierung des Adressaten einer Nachricht benötigte Daten:
  1. betreffend Telefonfestnetz und Mobilfunk:
    1. die angewählte(n) Nummer(n) (die Rufnummer(n) des angerufenen Anschlusses) und bei Zusatzdiensten wie Rufweiterleitung oder Rufumleitung die Nummer(n), an die der Anruf geleitet wurde,
    2. die Namen und Anschriften der Teilnehmer oder registrierten Benutzer;

  2. betreffend Internet-E-Mail und Internet-Telefonie:
    1. die Benutzerkennung oder Rufnummer des vorgesehenen Empfängers eines Anrufes mittels Internet-Telefonie,
    2. die Namen und Anschriften der Teilnehmer oder registrierten Benutzer und die Benutzerkennung des vorgesehenen Empfängers einer Nachricht;
3. zur Bestimmung von Datum, Uhrzeit und Dauer einer Nachrichtenübermittlung benötigte Daten:
  1. betreffend Telefonfestnetz und Mobilfunk: Datum und Uhrzeit des Beginns und Endes eines Kommunikationsvorgangs;
  2. betreffend Internetzugang, Internet-E-Mail und Internet-Telefonie:
    1. Datum und Uhrzeit der An- und Abmeldung beim Internetzugangsdienst auf der Grundlage einer bestimmten Zeitzone, zusammen mit der vom Internetzugangsanbieter einer Verbindung zugewiesenen dynamischen oder statischen IP-Adresse und die Benutzerkennung des Teilnehmers oder des registrierten Benutzers;
    2. Datum und Uhrzeit der An- und Abmeldung für einen Internet-E-Mail-Dienst oder einen Internet-Telefonie-Dienst auf der Grundlage einer bestimmten Zeitzone;
4. zur Bestimmung der Art einer Nachrichtenübermittlung benötigte Daten:
  1. betreffend Telefonfestnetz und Mobilfunk: der in Anspruch genommene Telefondienst;
  2. betreffend Internet-E-Mail und Internet-Telefonie: der in Anspruch genommene Internetdienst;
5. zur Bestimmung der Endeinrichtung oder der vorgeblichen Endeinrichtung von Benutzern benötigte Daten:
  1. betreffend Telefonfestnetz: die Rufnummern des anrufenden und des angerufenen Anschlusses;
  2. betreffend Mobilfunk:
    1. die Rufnummern des anrufenden und des angerufenen Anschlusses,
    2. die internationale Mobilteilnehmerkennung (IMSI) des anrufenden Anschlusses,
    3. die internationale Mobilfunkgerätekennung (IMEI) des anrufenden Anschlusses,
    4. die IMSI des angerufenen Anschlusses,
    5. die IMEI des angerufenen Anschlusses,
    6. im Falle vorbezahlter anonymer Dienste Datum und Uhrzeit der ersten Aktivierung des Dienstes und die Kennung des Standorts (Cell-ID), an dem der Dienst aktiviert wurde;

  3. betreffend Internetzugang, Internet-E-Mail und Internet-Telefonie:
    1. die Rufnummer des anrufenden Anschlusses für den Zugang über Wählanschluss,
    2. der digitale Teilnehmeranschluss (DSL) oder ein anderer Endpunkt des Urhebers des Kommunikationsvorgangs;
6. zur Bestimmung des Standorts mobiler Geräte benötigte Daten:
  1. die Standortkennung (Cell-ID) bei Beginn der Verbindung,
  2. Daten zur geographischen Ortung von Funkzellen durch Bezugnahme auf ihre Standortkennung (Cell ID) während des Zeitraums, in dem die Vorratsspeicherung der Kommunikationsdaten erfolgte.

## Entstehungsgeschichte
Auf europäischer Ebene wurde die Vorratsdatenspeicherung erstmals 2002 ernsthaft erörtert. Die rechtskonservative dänische Regierung, die damals die Ratspräsidentschaft innehatte, legte im August 2002 einen Entwurf für einen entsprechenden Rechtsakt vor. Der Entwurf sah eine Speicherfrist von zwölf Monaten vor. Er fand allerdings keine Mehrheit.
Nach den Madrider Zuganschlägen vom 11. März 2004 beauftragte der Europäische Rat den Ministerrat, bis Juni 2005 zu prüfen, ob und welche Rechtsvorschriften zur Vorratsdatenspeicherung erlassen werden sollten.
Daraufhin übernahmen die Regierungen von Frankreich, Irland, Schweden und des Vereinigten Königreichs die Initiative und brachten am 29. April 2004 den Entwurf eines Rahmenbeschlusses zur Vorratsdatenspeicherung in den Ministerrat ein (Rats-Dokument 8958/04 mit erläuterndem Vermerk). Im Hinblick auf die zunehmende grenzüberschreitende internationale Kriminalität und als Reaktion auf die Madrider Terroranschläge hielten sie eine einheitliche europäische Politik der Vorratsdatenspeicherung für erforderlich. Der Entwurf sah eine Mindestspeicherfrist von zwölf Monaten und eine Höchstspeicherdauer von 36 Monaten vor. Im Unterschied zum 2002er Entwurf sollte die Vorratsspeicherung auch zur Straftatenverhinderung erfolgen und nicht nur zur Aufklärung und Verfolgung bereits begangener Delikte. Zudem wurde die Beschränkung auf besonders schwere Straftaten und Terrorismus aufgehoben. Auch leichtere Delikte, beispielsweise Urheberrechtsverletzungen durch illegales Filesharing, hätten dann per Vorratsdatenspeicherung verhindert und verfolgt werden können.
Die Initiatoren verstanden den geplanten Rahmenbeschluss als Maßnahme der polizeilichen und justiziellen Zusammenarbeit in Strafsachen. Über derartige Maßnahmen im Rahmen der sogenannten „Dritten Säule der EU“, die auf Grundlage der Artikel 29–42 des EU-Vertrags ergingen, entschied der Rat grundsätzlich alleine und einstimmig. Das Europäische Parlament wurde zwar angehört; der Rat konnte sich aber über die Meinung des Parlaments hinwegsetzen.
Gegner der Vorratsdatenspeicherung und Angehörige des Europäischen Parlaments reagierten auf das Vorhaben mit Kritik und warfen dem Ministerrat Kompetenzanmaßung vor. Sie vertraten die Ansicht, die Vorratsdatenspeicherung greife zumindest zum Teil auch in den Bereich der „Ersten Säule der EU“ und damit in die Zuständigkeit des EU-Parlaments ein. Die Vorratsdatenspeicherung müsse deshalb – wenn überhaupt – durch eine vom EU-Parlament gemeinsam mit dem Rat verabschiedete Richtlinie eingeführt werden. Ein Rahmenbeschluss des Rats reiche nicht aus.
Im März 2005 schloss sich die Europäische Kommission dieser Rechtsauffassung offiziell an. EU-Justizkommissar Franco Frattini forderte den Rat auf, vom Erlass des geplanten Rahmenbeschlusses abzusehen.
Ungeachtet dessen arbeitete der Rat auch 2005 weiter an einem mehrheitsfähigen Rahmenbeschluss zur Vorratsdatenspeicherung. Als problematisch erwiesen sich dabei u. a. die unterschiedlichen Vorstellungen der nationalen Regierungen hinsichtlich der Speicherfristen.
Die notwendige Einstimmigkeit im Ministerrat konnte allerdings für den Rahmenbeschluss nie erreicht werden.
Die Terroranschläge am 7. Juli 2005 in London und die fast gleichzeitige Übernahme der Ratspräsidentschaft durch das Vereinigte Königreich verliehen dem Vorhaben neuen Schwung. Die EU-Kommission, die dem Vorhaben spätestens seit den jüngsten Terroranschlägen positiv gegenüberstand, legte am 21. September 2005 einen eigenen Entwurf für eine Richtlinie vor. Dies stellte eine entscheidende Veränderung in der Wahl der Harmonisierungsinstrumente dar. Eine Richtlinie wurde nämlich erstens im Europäischen Parlament mit abgestimmt, und zweitens stand sie zwingend auf der Grundlage von Artikel 95 EGV, also zur Angleichung des Binnenmarktes – und nicht mehr im Rahmen der 3. Säule. Dieser Entwurf sollte einen Kompromiss zwischen den widerstreitenden Interessen darstellen: Internetdaten sollten mindestens sechs Monate gespeichert werden, Telefoniedaten mindestens zwölf Monate. Längere Fristen sollten zulässig sein.
Das Europäische Parlament griff den Entwurf der Kommission auf, änderte ihn aber unter der Leitung des Ausschusses für bürgerliche Freiheiten, Justiz und Inneres in einigen entscheidenden Punkten: So wurde z. B. die Liste der zu speichernden Datentypen gekürzt. Zudem sollten die Daten selbst nur zur Verfolgung besonders schwerer Straftaten ausgewertet werden dürfen. Insgesamt hatte der federführende Berichterstatter des Parlaments, der deutsche Abgeordnete Alexander Alvaro, mehr als 200 Änderungsanträge aus den Reihen der Parlamentarier zu berücksichtigen. Der neue Entwurf gewährleistete, laut Alexander Alvaro, eine ausgewogene Balance von Sicherheit und Freiheit.
Der Alvaro-Entwurf stieß sowohl bei den Befürwortern als auch bei den Gegnern der Vorratsdatenspeicherung auf Kritik. Der Ministerrat ergriff schließlich abermals die Initiative und verhandelte hinter dem Rücken des Berichterstatters mit einflussreichen EU-Parlamentariern unter dem Vorbehalt den vorhandenen Rahmenplan zu verabschieden. Dem britischen Innenminister Charles Clarke gelang am 30. November 2005 schließlich, die Vorsitzenden der christ- und sozialdemokratischen Fraktionen des Europaparlaments in wesentlichen Punkten auf die Position des Rats einzuschwören.
Dem Europäischen Parlament wurde der abermals geänderte Entwurf dann als sogenannter Kompromissvorschlag zur Entscheidung vorgelegt. Berichterstatter Alvaro bezeichnete das Vorgehen des Rats als „skandalös“ und zog seinen Namen von der Parlamentsvorlage zurück.
Am 14. Dezember 2005 stimmte das Europaparlament mit 378 zu 197 Stimmen für den „Kompromissvorschlag“. Der von Charles Clarke ausgehandelte Entwurf hatte damit nach nur drei Monaten die parlamentarische Hürde genommen und wurde somit zur schnellsten verabschiedeten Richtlinie der EU. Der Ministerrat stimmte seinerseits am 21. Februar 2006 mehrheitlich für den Entwurf. Lediglich die Slowakei und Irland stimmten aus formalen Gründen gegen die Richtlinie. (Näheres im Abschnitt FettAufhebung durch den Europäischen Gerichtshof.)

## Umsetzung in nationales Recht
Unmittelbare Geltung erlangen EU-Richtlinien erst, wenn sie von den einzelnen EU-Mitgliedstaaten in nationales Recht umgesetzt werden.

### Deutschland
Das deutsche Gesetz zur Neuregelung der Telekommunikationsüberwachung und anderer verdeckter Ermittlungsmaßnahmen sowie zur Umsetzung der Richtlinie 2006/24/EG vom 21. Dezember 2007 trat am 1. Januar 2008 in Kraft.
Mit Urteil vom 2. März 2010 erklärte das Bundesverfassungsgericht die mit §§ 113a und 113b des Telekommunikationsgesetzes sowie § 100g Abs. 1 Satz 1 der Strafprozessordnung in der Fassung des Gesetzes zur Neuregelung der Telekommunikationsüberwachung und anderer verdeckter Ermittlungsmaßnahmen sowie zur Umsetzung der Richtlinie 2006/24/EG beabsichtigte Vorratsdatenspeicherung für unvereinbar mit dem in Artikel 10 des Grundgesetzes für die Bundesrepublik Deutschland geschützten Telekommunikationsgeheimnis und deshalb für nichtig.

### Österreich
In Österreich erfolgten Novellen zum Telekommunikationsgesetz 2003 (TKG 2003), aber auch Anpassungen im Sicherheitspolizeigesetz sowie in der Strafprozessordnung, die der Verfassungsgerichtshof mit Urteil vom 27. Juni 2014 jedoch größtenteils wieder kassierte.

### Vertragsverletzungsverfahren
Die Frist für die Umsetzung der Richtlinie lief gemäß Art. 15 Absatz 1 der Richtlinie bereits am 15. September 2007 ab. Deutschland und Österreich sowie Rumänien, Bulgarien, Tschechien und Zypern haben die Vorgaben der EU nicht eingehalten, was entsprechende Vertragsverletzungsverfahren nach sich zog.
Für die Dienste Internetzugang, Internet-Telefonie und E-Mail durfte die Umsetzung allerdings bis längstens zum 15. März 2009 aufgeschoben werden. Hierzu war eine besondere Erklärung der Mitgliedstaaten notwendig. Eine solche Erklärung haben sechzehn der fünfundzwanzig Mitgliedstaaten abgegeben, darunter Deutschland und Österreich. So konnte Österreich einer Strafzahlung entgehen.

## Aufhebung durch den Europäischen Gerichtshof
In seinem Urteil zur Übermittlung von Fluggastdaten in die USA vom 30. Mai 2006 hat der Europäische Gerichtshof bereits entschieden, dass EG-Rechtsakte zum Schutz der öffentlichen Sicherheit und zu Strafverfolgungszwecken unzulässig sind. Nach Bekanntwerden des Urteils erklärte die damalige Bundesjustizministerin Brigitte Zypries, damit stehe das Klageverfahren auch für die Vorratsdatenspeicherung offen. Hingegen lehnte es der Deutsche Bundestag am 20. Juni 2006 ab, vor dem Europäischen Gerichtshof gegen die Richtlinie zu klagen. Ein entsprechender Antrag der Opposition wurde von den Abgeordneten der Regierungsfraktionen CDU/CSU und SPD abgelehnt.
Am 6. Juli 2006 erhob Irland vor dem Europäischen Gerichtshof (EuGH) Klage gegen die EG-Richtlinie. Irland beantragt, die Richtlinie über die Vorratsspeicherung aus formellen Gründen für nichtig zu erklären: Sie sei nicht auf einer geeigneten Rechtsgrundlage erlassen worden, da sie sich unzulässiger Weise ausschließlich auf die Binnenmarktkompetenz (Artikel 95 EG) als Rechtsgrundlage und nicht auf die dritte Säule und zwar die für Polizeiliche und justizielle Zusammenarbeit in Strafsachen als Rechtsgrundlage, beruft. Der Inhalt der Richtlinie habe aber mit dem Binnenmarkt und dessen Harmonisierung nichts zu tun. Die Vorratsdatenspeicherung hätte deswegen durch einen einstimmigen Rahmenbeschluss des Ministerrats eingeführt werden müssen. Ähnlich begründete auch die Slowakei ihre Gegenstimme im Ministerrat. Am 10. Februar 2009 stellte der Europäische Gerichtshof jedoch fest, dass die Richtlinie auf einer geeigneten Rechtsgrundlage erlassen worden ist.
In Österreich wurde die Richtlinie von der Kärntner Landesregierung, einem Angestellten eines Telekommunikationsunternehmens sowie mehr als 11.000 Privatpersonen vor den Verfassungsgerichtshof getragen, welcher – wie zuvor bereits der irische High Court – den EuGH im Jahr 2012 um eine Vorabentscheidung ersuchte. Der Generalanwalt des EuGH kam zum Ergebnis, dass die Vorratsdatenspeicherung mit der EU-Grundrechtscharta unvereinbar ist; er beurteilte sie als einen unzulässigen, durch nichts gerechtfertigten Eingriff in die Privatsphäre.
Am 8. April 2014 erklärte der Europäische Gerichtshof die Richtlinie 2006/24 für ungültig, da sie mit der Charta der Grundrechte der Europäischen Union nicht vereinbar sei. Insbesondere sehe sie kein objektives Kriterium vor, das es erlaube, die Zahl der Personen, die zum Zugang zu den auf Vorrat gespeicherten Daten und zu deren späterer Nutzung befugt seien, auf das angesichts des verfolgten Ziels absolut Notwendige zu beschränken. Vor allem unterliege der Zugang der zuständigen nationalen Behörden zu den auf Vorrat gespeicherten Daten keiner vorherigen Kontrolle durch ein Gericht oder eine unabhängige Verwaltungsstelle, deren Entscheidung den Zugang zu den Daten und ihre Nutzung auf das zur Erreichung des verfolgten Ziels absolut Notwendige beschränken soll und im Anschluss an einen mit Gründen versehenen Antrag der genannten Behörden im Rahmen von Verfahren zur Verhütung, Feststellung oder Verfolgung von Straftaten ergeht. Der Unionsgesetzgeber habe beim Erlass der Richtlinie 2006/24 die Grenzen überschritten hat, die er zur Wahrung des Grundsatzes der Verhältnismäßigkeit im Hinblick auf die Art. 7, 8 und 52 Abs. 1 der Charta einhalten musste.
Laut Arbeitskreis Vorratsdatenspeicherung hat der Juristische Dienst des EU-Rates den EU-Justizministern in nicht-öffentlicher Ratssitzung am 6./7. Juni 2014 mitgeteilt, dass die Ausführungen des Europäischen Gerichtshofs in diesem Urteil „nahe legen, dass eine allgemeine, voraussetzungslose Speicherung von Daten künftig nicht mehr möglich ist“. Auch ein Rechtsgutachten im Auftrag der Grünen Europafraktion kommt zu dem Ergebnis, dass nach dem Urteil eine allgemeine und unterschiedslose Vorratsdatenspeicherung unzulässig ist. Dies gelte auch für nationale Gesetze zur Vorratsspeicherung von Telekommunikationsdaten sowie für EU-Maßnahmen zur Vorratsspeicherung von Fluggastdaten, Zahlungsdaten und Fingerabdrücke.
Das Vereinigte Königreich beschloss nach dem Urteilsspruch im Juli 2014 den Data Retention and Investigatory Powers Act, um auf nationaler Ebene die Vorratsdatenspeicherung beizubehalten.